# Metamyobia filipalpis
Metamyobia filipalpis är en tvåvingeart som beskrevs av Townsend 1927. Metamyobia filipalpis ingår i släktet Metamyobia och familjen parasitflugor. Inga underarter finns listade i Catalogue of Life.